# Jules Malou
Pour les articles homonymes, voir Malou.
Jules Malou, né à Ypres le 19 octobre 1810 et mort en son château à Woluwe-Saint-Lambert  le 11 juillet 1886, est un homme d'État belge.

## Biographie
Jules Edouard François Xavier Malou est issu d'une famille française de négociants en toile venue s'établir à Ypres au XVIIIe siècle. Il est le fils de Jean-Baptiste Malou (1783-1862), ancien sénateur, et de Marie-Thérèse Van den Peereboom (1783-1846). Il a deux frères, Jean-Baptiste (1809-1864), évêque de Bruges et Victor (1815-1875) et 3 sœurs, dont Octavie, épouse de Floris Delebecque et Marie (1808-1864). Une fille de Jules Malou, Hélène, a épousé le comte Adrien d'Oultremont et une autre, Mathilde, a épousé Alfred d'Huart.
Devenu veuf, son grand-père, Pierre Antoine Malou (1753-1827) devient prêtre.
En 1821, Il commence des études classiques au Collège d'Acheul en France et les termine au Collège de Fribourg en Suisse. Revenu en Belgique, il fait des études de droit à l'Université de Liège dont il sort docteur en droit en 1833. Il rencontre Walthère Frère-Orban et Victor Tesch, hommes politiques libéraux et futurs ministres, lors de son passage à l’Université de Liège.
Il rentre au ministère de la Justice où son expertise juridique et sa compétence lui font gravir rapidement les échelons hiérarchiques. Il démissionnera de ce poste en février 1844 pour poursuivre sa carrière politique.
Il est élu député en 1841 par l'arrondissement de Ypres, gouverneur de la province d'Anvers de 1844 à 1845, ministre des Finances du 30 juillet 1845 au 12 août 1847, et at en 1870. Comme ministre des Finances, Malou obtient de la Cour des comptes (Belgique) de faire voter la loi sur la comptabilité générale de l'État. Lors de la victoire du parti libéral en 1847, il reprend son siège de député. Battu aux élections de 1859, Jules Malou est néanmoins élu sénateur de l’arrondissement de Saint-Nicolas le 4 février 1862.
Jules Malou est directeur de la Société Générale de Belgique de 1849 à 1871 puis son vice-gouverneur à partir de 1871. Il est membre de la Commission Centrale de Statistique de sa nomination le 16 mars 1841 à sa démission le 20 novembre 1844.
Le 7 décembre 1871, il participe à la création du cabinet catholique Barthélemy de Theux-Jules Malou. Il y assume effectivement les fonctions de Premier ministre jusqu'en 1878, nominalement après la mort du comte de Theux en 1874. Rappelé au pouvoir après la chute du cabinet Frère-Orban (1884), Malou entreprend de modifier la loi de 1879 sur l'enseignement primaire, mais il démissionne quelques mois plus tard à la suite de la révocation par le roi Léopold II des ministres Charles Woeste et Victor Jacobs. Il retrouve son siège au Sénat.  
Le Collège Saint-Michel (Bruxelles) est construit à Etterbeek, Boulevard Saint-Michel sur des terres qu'il offrit aux pères jésuites. Son fils était membre de cette congrégation. Il habitait depuis 1852 dans le château qui est depuis connu comme le « Château Malou » à Woluwe-Saint-Lambert. 
Il est l’auteur de plusieurs livres. Un inventaire des archives de Jules Malou entre 1810 et 1886 a été rédigé en 1971 par Madame Solange Vervaeck en néerlandais et elles sont conservées aux Archives générales du Royaume.
Victime d'une congestion cérébrale, il meurt en 1886 en son château (château Malou) de Woluwe-Saint-Lambert. À la suite de son décès le 11 juillet 1886, il reçoit des funérailles officielles le 14 juillet 1886 à l'église de Woluwe-Saint-Lambert et est inhumé dans le cimetière de cette localité.

## Le mouvement flamand
Le 16 août 1873, il fait voter la loi réglant l’emploi du néerlandais en matière de droit pénal dans la partie flamande de la Belgique,.

## Hommages et distinctions
Il y a une avenue Jules Malou à Etterbeek et un parc Malou à Woluwe-Saint-Lambert. Les musées royaux des Beaux-Arts de Belgique possèdent dans leur collection un buste en marbre à son effigie, œuvre de Guillaume Geefs.
Il a reçu de nombreuses distinctions belges et étrangères dont :
- Grand cordon de l'ordre de Léopold.

## Publications
- La Belgique : revue des revues : Étude sur les chemins de fer belges, t. 9, Bruxelles, De Mortier, mars 1860 (lire en ligne), p. 282
- Notice historique sur les finances de la Belgique (1835 à 1865), 1867 (lire en ligne)
- La question monétaire (10 octobre 1859), A. Decq, 1859, 37 p. (lire en ligne)
- Discours prononcé à la séance du 17 mai 1878, Chambre des Représentants, F. Hayez, Bruxelles, 1878

## Sources
- Michel Dumoulin et Els Witte, Nouvelle histoire de Belgique, vol. 2, Bruxelles/Paris, Éditions Complexe, 2005, 223 p. (ISBN 2-8048-0066-0, lire en ligne)
- Baron (Henri Antoine Marie Jules) de Trannoy, Jules Malou : 1810-1870, A. Dewit, 1905, 589 p. (lire en ligne)
- Baron Henri de Trannoy a écrit plusieurs articles supplémentaires pour la Revue générale sur Jules Malou
- Auguste Roeykens, Jules Malou et l'œuvre congolaise de Léopold II (1876-1886), 1962, 94 p. (lire en ligne)
- Collectif, Recueil général des décisions administratives et judiciaires en matière de droits d'enregistrement, de timbre, de greffe, de succession, d'hypothèque et de notariat, vol. 21, Bruxelles, Raes, 1868, 586 p. (lire en ligne), p. 455
- Carlo Bronne, La vie impétueuse de Malou-Riga, Éditions Brepols, Bruxelles, Paris, 1962
- Ria Christens, L'Hôtel des Finances, 12 rue de la Loi, Duculot, Bruxelles, 2007, page 91.
- Château Malou